# Quintanamacé
Quintanamacé es una localidad situada en la provincia de Burgos, comunidad autónoma de Castilla y León (España), comarca de Las Merindades, partido judicial de Villarcayo y ayuntamiento de Medina de Pomar.

## Geografía
Situado 9.5 km. al este de la capital del municipio, a 16 de Villarcayo (cabeza de partido judicial), y a  91 de Burgos. Se encuentra a 650 m de altitud.

## Comunicaciones
- Carretera:

Situado en un camino local que se accede desde Bóveda de la Ribera, partiendo de la carretera provincial  BU-V-5511 . 
Se accede partiendo desde Medina de Pomar en el cruce de El Olvido  N-629  tomando la carretera autonómica  BU-551  con dirección La Cerca o Criales, en el cruce anterior a La Cerca girar a mano derecha, tomando la carretera provincial  BU-V-5511  (que comunica La Cerca con Criales, ambas en la carretera autonómica  BU-551 ) que te lleva hasta Bóveda de la Ribera, introducirse en el núcleo urbano para llegar al camino local que conduce hasta Quintanamacé distante 1,5 km de Bóveda de la Ribera y 7 km de La Cerca.

## Demografía
En el censo de 1950 contaba con 32 habitantes, reducidos a 4 en el padrón municipal de 2007.

## Historia
Lugar perteneciente a la Junta de la Cerca, una de las seis en que se subdividía la Merindad de Losa en el Corregimiento de las Merindades de Castilla la Vieja, jurisdicción de realengo con regidor pedáneo.
A la caída del Antiguo Régimen quedó agregado al ayuntamiento constitucional de Junta de la Cerca, en el partido de Villarcayo, perteneciente a la región de Castilla la Vieja, para posteriormente integrarse en su actual municipio de Medina de Pomar.